# Energetická účinnost
Zákon č. 406/2000 Sb. o hospodaření energií, přijatý v roce 2012, vyžaduje pro novostavby a renovace na území Česka postupné zvyšování energetických standardů budov. Díky nim by české domácnosti, firmy a instituce měly v budoucnu pocítit úspory za energie související s menší potřebou vytápění, vyšší kvalitu technického řešení domu a někdy zdravější vnitřní prostředí. Nezanedbatelné jsou i celospolečenské přínosy jako pozitivní dopad na zdraví obyvatel a nižší náklady na zdravotnictví, větší soběstačnost budov, tím i menší zranitelnost při výpadcích dodávek energie a vyšší energetická soběstačnost státu, nižší lokální znečištění a menší příspěvek ke současné změně klimatu. Energeticky úsporné stavebnictví má velký multiplikátor na HDP, příjmy státního rozpočtu a zaměstnanost, drtivá většina práce a materiálů je totiž domácího původu.
V souladu s evropskou směrnicí o energetické náročnosti budov (Energy Performance of Buildings Directive, EPBD) je tedy od roku 2013 vyžadován standard na nákladově optimální úrovni a postupně byly zavedeny energetické standardy pro tzv. budovy s téměř nulovou spotřebou energie. Pro objekty s celkovou energetickou plochou nad 1500 metrů čtverečních začaly požadavky platit v roce 2018. Pro budovy, kde je investorem orgán veřejné moci už od roku 2016. Jako poslední přišly na řadu rodinné domy, u kterých nové energetické standardy musí být dodrženy od roku 2020.
Termín budova s téměř nulovou spotřebou energie však může být zavádějící a ve skutečnosti neodpovídá svému názvu – reálně budou tyto nové budovy pouze o 10 až 20 % úspornější ve srovnání s doposud stavěnými bytovými domy. Teplota v takovéto budově by měla být relativně stabilní. Toho bude oproti bytovým domům v horším energetickém standardu dosaženo lépe zateplenými obvodovými zdmi, střechou a kvalitními okny, většinou s trojskly. Díky kvalitnější obálce budovy společně s účinným zastíněním jižních oken bude dům odolnější vůči klimatickým změnám ─ to znamená, že se v létě bude méně přehřívat a v zimě se do něj nedostane chlad zvenčí. Spotřeba energie takové budovy bude dle vyhlášky „ve značeném rozsahu pokryta z obnovitelných zdrojů“. 

## Energetická politika
Pod pojmem energetika si většina lidí představí zejména různé zdroje energie a až druhotné je vnímání spotřeby. Strategickými cíli Státní energetické koncepce jsou bezpečnost, konkurenceschopnost a udržitelnost. Do nich pak zapadá důležitá priorita ─ úspory a účinnost, jejíž naplňování řeší Národní akční plán energetické účinnosti (NAPEE). Ten ve své poslední aktualizované verzi z roku 2017 stanovuje pro Česko závazný cíl ve výši 51,1 PJ úspor v konečné spotřebě energie do roku 2020.
Česko si na základě evropské směrnice o energetické účinnosti (Energy Efficiency Directive, EED) zvolilo cestu alternativního plnění cíle, která sestává převážně z řady finančních nástrojů, tj. investičních a neinvestičních dotací a regulací s cílem motivovat soukromé, ale i veřejné subjekty k realizaci opatření zaměřených na snížení spotřeby. Mezi nejvýznamnější prostředky v této oblasti patří renovace budov podporované v rámci dotačních programů.
V oblasti snižování energetické náročnosti budov je pak nejvýznamnější zákon 406/2000 Sb. o hospodaření energií a vyhláška č. 78/2013 Sb. o energetické náročnosti budov, které definují příslušné standardy.
Aliance Šance pro budovy na základě statistických dat provedla celkovou analýzu možnosti úspor energie všech budov v Česku včetně nákladů na tyto renovace. Nejvíce se Česku vyplatí provádět důkladné renovace, které maximalizují potenciál úspor. Pro ty je však nutná podpora státu.

## Adaptace budov na změnu klimatu
Do roku 2040 by měla průměrná teplota v České republice stoupnout minimálně o 1 °C, do roku 2060 až o 2,5 °C. Jsme svědky toho, že roste počet tropických dnů, tedy těch s teplotou nad 30 °C a vln veder, tedy sérií šesti a více dnů s nadprůměrnými teplotami. Obyvatelé měst – zejména Prahy a Brna – častěji pocítí zesílený vliv městského tepelného ostrova. Postupně ubude mrazivých dnů a na horách bude výrazně méně sněhu.
V návaznosti na tyto změny je potřeba postupně adaptovat budovy v České republice tak, aby měly lepší tepelně technickou obálku zajišťující celoroční stabilitu vnitřního prostředí. Vhodná míra prosklení fasád budov, účinné stínění a jejich akumulační schopnosti mají předcházet přílišné tepelné zátěži v letních měsících a zároveň umožňovat zisk energie ze slunečního záření v zimních měsících. Místo nadměrné aplikace systémů chlazení je příhodnější nové budovy vhodně umisťovat do krajiny, využívat okolní zeleň, vegetační fasády a zelené střechy. Více se zabývat volbou vhodných materiálů a stavebně konstrukčním řešením ─ a to jak v exteriérech, tak v interiérech. Mimo zajištění nízké energetické náročnosti budov adaptovaných na změnu klimatu, je potřeba zaměřit se také na systém šetrného hospodaření s vodou a to jak dešťovou, tak šedou.
Všem těmto adaptačním změnám je zapotřebí přizpůsobit stavební zákon a prováděcí vyhlášky. Důležité je také zajistit přítomnost odborných osob, zejména v procesu návrhu větších změn již dokončených budov, které stavebníkům zajistí kvalifikovaný návrh v souladu s platnými předpisy.